# کلمنس فون پیرکه
کلمنس پیتر فرایهر فون پیرکه (آلمانی: Clemens Peter Freiherr von Pirquet؛ ‏ ۱۲ مهٔ ۱۸۷۴ – ۲۸ فوریهٔ ۱۹۲۹) پزشک متخصص کودکان اهل اتریش بود که به سبب مشارکت‌های مهمش در زمینه باکتری‌شناسی و ایمنی‌شناسی شهرت دارد.
وی ابتدا در رشتهٔ الهیات در دانشگاه اینسبروک و در رشته فلسفه در دانشگاه لوی‌وِن درس خواند، سپس برای تحصیل در رشتهٔ پزشکی به دانشگاه گراتس رفت و در سال ۱۹۰۰ مدرک دکترای پزشکی خود را دریافت کرد و بلافاصله در «کلینیک اطفال» وین مشغول به‌کار شد.
در سال ۱۹۰۶ او متوجه شد که بیمارانی که قبلاً سرم اسب یا واکسن آبله را تزریق کرده بودند، واکنش‌های سریع‌تر و شدیدتری نسبت به تزریق دوم داشتند. او واژهٔ «آلرژی» (از واژه یونانی allos به معنای «دیگر» و ergon به معنای «کار») را برای توصیف این واکنش بیش‌حساسیت ابداع کرد.
پیرکه متوجه شود که توبرکولین، که روبرت کخ از باکتری‌های سل در سال ۱۸۹۰ جدا کرد، ممکن است به نوع مشابهی از واکنش منجر شود. شارل مانتو ایده‌های پیرکه را گسترش داد و تست مانتو که در آن توبرکولین به زیر پوست تزریق می‌شود، در سال ۱۹۰۷ به یک آزمایش تشخیصی برای بیماری سل تبدیل شد.
او در سال ۱۹۰۹ پیشنهادهایی را برای کار در انستیتو پاستور پاریس و استادی دانشگاه جانز هاپکینز رد کرد. در سال ۱۹۱۰ او به اروپا بازگشت و در برسلائو (وروتسواف فعلی) و سپس وین مشغول به کار گرفت.
کلمنس فون پیرکه و همسرش در ۲۸ فوریه ۱۹۲۹ با سیانید پتاسیم خودکشی کردند.

## برای مطالعهٔ بیشتر
- Who Named It - Pirquet
- U.S. National Library of Medicine – History of medicine
- Arthur M. Silverstein, Clemens Freiherr von Pirquet: Explaining immune complex disease in 1906 (Nature – Immunology 1, p.453–455, 2000)
- EAACI – Clemens von Pirquet FOUNDATION
- Clemens von Pirquet, Allergie 1910
- Huber, Benedikt (2006), "[100 years of allergy: Clemens von Pirquet--his concept of allergy and his basic understanding of the disease: 2: The Pirquet concept of allergy]" (PDF), Wien. Klin. Wochenschr. (published Dec 2006), vol. 118, no. 23–24, pp. 718–27, doi:10.1007/s00508-006-0712-0, PMID 17186166, S2CID 40283841
- Huber, Benedikt (2006), "[100 years of allergy: Clemens von Pirquet - his idea of allergy and its immanent concept of disease]" (PDF), Wien. Klin. Wochenschr. (published Oct 2006), vol. 118, no. 19–20, pp. 573–9, doi:10.1007/s00508-006-0701-3, PMID 17136331, S2CID 46144926
- Bergmann, K C (2006), "[Clemens Freiherr von Pirquet, developer of the concept of allergy]", MMW Fortschritte der Medizin (published Jul 20, 2006), vol. 148, no. 29–30, pp. 24–5, 27, PMID 16910402
- Bukantz, Samuel C (2002), "Clemens von Pirquet and the concept of allergie", J. Allergy Clin. Immunol. (published Apr 2002), vol. 109, no. 4, pp. 724–6, doi:10.1067/mai.2002.123049, PMID 11980437
- Slavin, R G (1982), "The 10th annual Clemens von Pirquet lectureship. Clinical disorders of the nose and their relationship to allergy", Annals of Allergy (published Sep 1982), vol. 49, no. 3, pp. 123–6, PMID 7051906
- Bendiner, E (1981), "Baron von Pirquet: the aristocrat who discovered and defined allergy", Hosp. Pract. (Off. Ed.) (published Oct 1981), vol. 16, no. 10, pp. 137, 141, 144 passim, PMID 6800919
- Wyklicky, H (1980), "[Thoughts on the history of allergy. In memoriam Clemens von Pirquet]", Wiener Medizinische Wochenschrift (published Feb 15, 1980), vol. 130, no. 3, pp. 123–5, PMID 6989119
- Kapus, G (1979), "[In memory of Clemens v. Pirquet]", Orvosi Hetilap (published Jun 3, 1979), vol. 120, no. 22, pp. 1327–30, PMID 379734
- Asperger, H (1979), "[50th anniversary of the death of Clemens von Pirquet]", Pädiatrie und Pädologie, vol. 14, no. 2, pp. I–II, PMID 379746
- "[Münchener Medizinische Wochenschrift/24 July 1906: Allergy by Clemens v. Pirquet, Vienna]", MMW, Münchener Medizinische Wochenschrift (published Apr 7, 1978), vol. 120, no. 14, p. 474, 1978, PMID 347265
- Székely, S (1974), "[Clemens von Pirquet]", Orvosi Hetilap (published May 19, 1974), vol. 115, no. 20, pp. 1175–7, PMID 4597514
- Rapaport, H G (1973), "Clemens von Pirquet and allergy", Annals of Allergy (published Oct 1973), vol. 31, no. 10, pp. 467–75, PMID 4588535
- TREIMAN, V V (1965), "Clemens Pirquet, an Outstanding Austrian Man of Medicine", Sovetskaia Meditsina (published Mar 1965), vol. 28, pp. 151–3, PMID 14290647
- WAGNER, R (1964), "Clemens von Pirquet, Discoverer of the Concept of Allergy", Bulletin of the New York Academy of Medicine (published Mar 1964), vol. 40, no. 3, pp. 229–35, PMC 1750523, PMID 14130490
- WAGNER, R (1963), "[Clemens von PIRQUET.]", Wien. Klin. Wochenschr. (published Apr 5, 1963), vol. 75, pp. 241–3, PMID 13998265
- KUNDRATITZ, K (1954), "[Researches and theories of Clemens von Pirquet.]", Wien. Klin. Wochenschr. (published Apr 2, 1954), vol. 66, no. 13, pp. 217–20, PMID 13169763